# Ferdinand Bausback

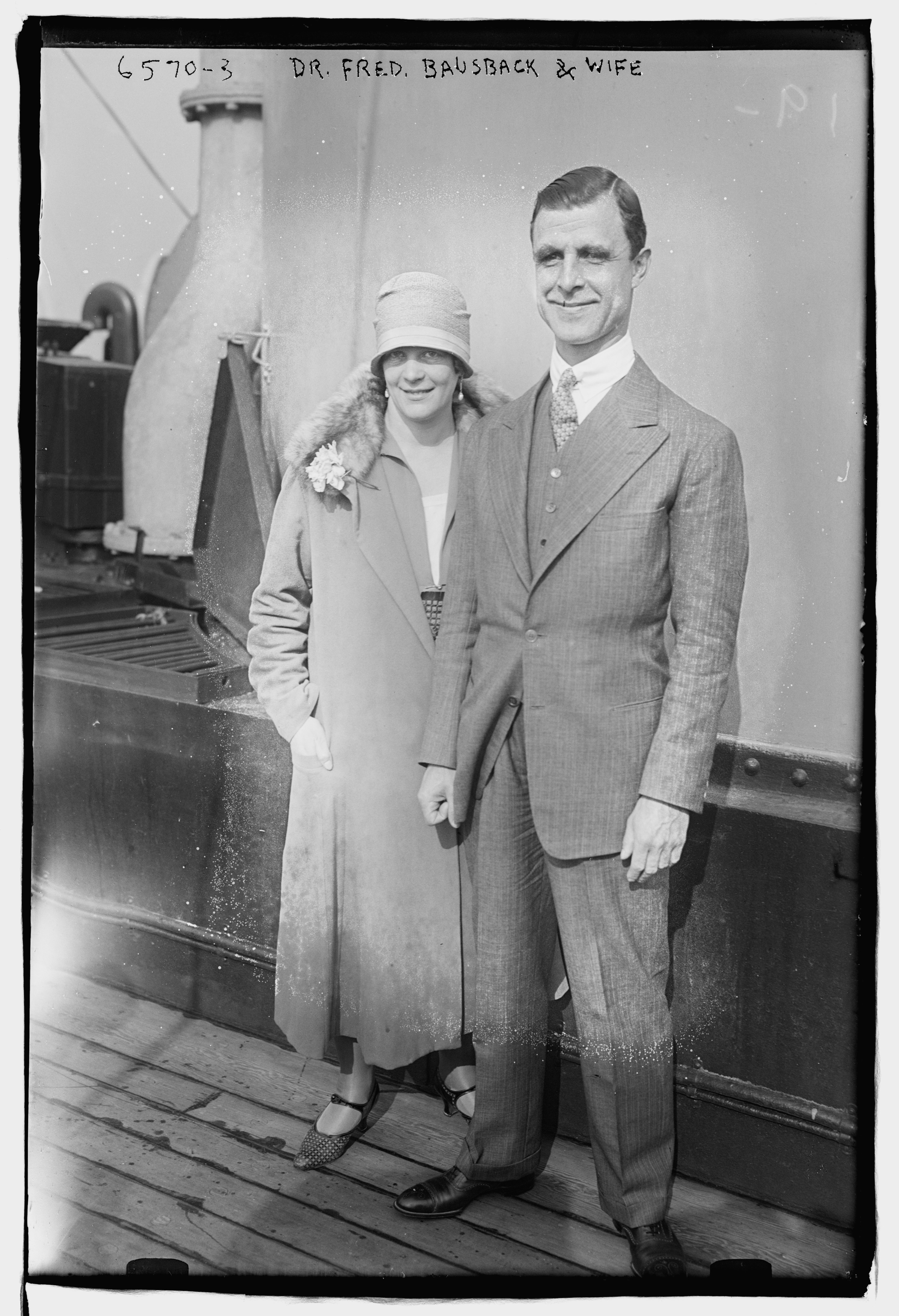
Ferdinand Bausback und seine Frau (1926)

Ferdinand Bausback (* 18. November 1884 in Karlsruhe; † 4. September 1948) war ein deutscher Bankier, Medienmanager und Verleger.

## Unternehmer
Bausback war Direktor der Württembergischen Vereinsbank und blieb dies auch nach der Übernahme der Bank durch die Deutsche Bank bis 1927. Er kooperierte in dieser Funktion eng mit Emil Georg von Stauß, dem Generaldirektor der Deutschen Bank. Unter anderem spielte er eine wichtige Rolle bei der Fusion von Benz & Cie. und der Daimler-Motoren-Gesellschaft zur Daimler-Benz AG, in deren Aufsichtsrat er saß, im Jahr 1926. 1926 wurde er Generaldirektor der damals schwer angeschlagenen UFA, bei der er vorher im Aufsichtsrat saß. Mitte 1927 stellte er sich nicht zur Wiederwahl und kehrte zur Deutschen Bank zurück, diesmal als Leiter der Filiale in Frankfurt am Main. Nach einem Jahr wechselte er als zur Berliner Privatbank Hugo Oppenheim & Sohn und wurde für drei Jahre deren Teilhaber, bevor er im September 1931 in den Vorstand des Ullstein-Verlags eintrat, dessen Aufsichtsratsvorsitzender er von 1933 bis 1938 wurde. Bei der Umwandlung des Ullstein-Verlags in die Kommanditgesellschaft Deutscher Verlag im Jahr 1938 wurde er zusammen mit Max Winkler persönlich haftender Gesellschafter. Die Übernahme der Funktion als persönlich haftender Gesellschafter durch Bausback bei der Umwandlung des Ullstein-Verlags steht für die Praxis, wie Unternehmen in der NS-Zeit ihre Rechtsform anpassten und Führungspersonen wie Bausback diese Veränderungen mittrugen. Von 1942 an war er auch Vorstandsvorsitzender der Württembergischen Metallwarenfabrik.

## Trivia
Bausback übernahm nach der Flucht von Carl und Alice Zuckmayer die Henndorfer Villa der Eheleute.

## Weitere Mandate
- Aufsichtsratsvorsitzender des Tobis-Tonbild-Syndikats[13]